# アナ・エステチェ
アナ・ラウラ・エステチェ（Ana Laura Esteche、1990年9月6日 - ）は、アルゼンチンのプロボクサーである。元WBA・IBF・WBO女子世界スーパーライト級王者。レズビアンであることを公表している。

## 来歴
ブエノスアイレス出身。
2011年1月14日プロデビュー戦を勝利するも、2戦目で敗れる。
3戦目以降は2KOを含む5連勝。
2012年6月15日、初の世界タイトル挑戦としてエリス・パチェコが持つWBO女子世界ライト級王座に挑むが、0-2の判定負け。
2012年10月20日、パチェコとダイレクトリマッチも1-1の引き分け。
2012年12月29日、アルゼンチン女子ライト級暫定王座獲得。
2013年9月21日、ビクトリア・ブストスと空位のIBF女子世界ライト級王座を争うが、0-3判定負け。
2014年1月18日、モニカ・アコスタが持つWBA女子世界スーパーライト級王座に挑み、3-0判定で勝利し王座獲得。
2014年6月1日、暫定王者スベトラーナ・クラコワとの統一戦を敵地ロシアで行うも引き分け。
2014年11月29日、フェルナンダ・アレグレとノンタイトルで判定勝利。
2015年7月25日、アデラ・ペラルタとノンタイトルを行うが、判定負け。
2016年4月1日、敵地フランスに乗り込み、ファリダ・エル・ハドラティ相手にWBA王座2度目の防衛戦に臨み、0-1判定で引き分け防衛。
2016年11月4日、ブエノスアイレスにてIBF・WBO王者アデラ・ペラルタとの3団体統一戦に挑み、3-0判定で雪辱を果たし3団体王座統一に成功。
2017年6月3日、アデラ・ペラルタとのダイレクトリマッチかつラバーマッチを2-1判定で勝利し王座防衛。
2017年12月19日、WBC王者エリカ・ファリアスを迎えて10回戦ノンタイトルを行うが、初回にダウンを奪われ0-3判定負け。この敗戦で3団体とも王座を剥奪された。
2019年7月12日、Maria Angelica Ruizを3-0判定で降し再起成功。
2019年12月5日、ニューヨークにてメアリー・マギーとのIBF女子世界スーパーライト級王座決定戦に臨むが、8回にダウンを奪われ、10回30秒TKO負けで王座返り咲きならず。

## 戦績
- 23戦 14勝 2KO 3分け 6敗

## 獲得タイトル
- アルゼンチン女子ライト級暫定王座
- 第4代WBA女子世界スーパーライト級王座
- 第4代IBF女子世界スーパーライト級王座
- 第4代WBO女子世界スーパーライト級王座